# Сельджук
Сельджук (тур. Selçuk,  ? — бл. 1009) — тюркський воєначальник, вождь огузького племені киник. Від його імені походить назва турків-сельджуків, засновник династії Сельджукідів, володіння якої охоплювали в часи найбільшого піднесення значну частину Азії.
Сельджук був сином Токака на прізвисько Залізна Стріла. 985 року клан Токака відколовся від основної маси тюрків-огузів, які кочували в степах між Аралом і Каспійським морем, мігрував на правий беріг Сирдар'ї і прийняв іслам. Син Токака, Сельджук, судячи з імен його дітей: Михайло, Ізраїль, Муса, Юнус, був знайомий або з юдаїзмом, або з несторіанським християнством. Існує припущення, що він служив у хозарському війську.
Онук Сельджука Торгул-бек почав завоювання Хорасану.